# Trichomyia furtiva
Trichomyia furtiva är en tvåvingeart som beskrevs av Quate 1967. Trichomyia furtiva ingår i släktet Trichomyia och familjen fjärilsmyggor. Inga underarter finns listade i Catalogue of Life.